# Efektivna masa
Efektivna masa (oznaka m*) se uporablja v fiziki trdne snovi za opis navidezne mase delcev v kristalu z uporabo polklasičnega načina opisa. Lahko se dokaže, da elektroni in elektronske vrzeli v kristalu podobno reagirajo v zunanjem polju. Obe vrsti delcev se obnašata podobno, vendar za obe vrsti delcev ne moremo uporabiti iste mase (masa elektrona). V trdni snovi na gibanje delcev vplivajo sile med atomi. Gibanja ne moremo več opisati z Newtonovimi zakoni. Te sile spremenijo način gibanja. To pomeni, da se pri efektivni masi upoštevajo tudi vplivi okolja. Zaradi tega je potrebno vpeljati pojem efektivne mase. Efektivna masa je lahko celo negativna, je pa odvisna od drugih pogojev, ki lahko vplivajo na gibanje delcev. 
Efektivne mase ne smemo zamenjati z reducirano maso, ki je pojem, ki se uporablja v Newtonovi mehaniki. Efektivna masa pa je pojem, ki se uporablja izključno v kvantni mehaniki.

## Določanje efektivne mase
Efektivno maso elektrona dobimo z uporabo drugega Newtonovega zakona.
Za pospešek {\displaystyle {\vec {a}}\,} elektrona v zunanjem električnem polju {\displaystyle {\vec {E}}\,} dobimo:
{\displaystyle {\vec {a}}={{e} \over {\hbar ^{2}}}\cdot {{d^{2}\varepsilon } \over {dk^{2}}}{\vec {E}}}
kjer je
- {\displaystyle a\,} pospešek
- {\displaystyle \hbar \,} reducirana Planckova konstanta
- {\displaystyle k\,} valovni vektor
- {\displaystyle \varepsilon \,} odvisnost energije od valovnega vektorja (zakon disperzije)
- {\displaystyle e\,} naboj elektrona

Za efektivno maso dobimo
{\displaystyle m^{*}=\hbar ^{2}\cdot \left[{{d^{2}\varepsilon } \over {dk^{2}}}\right]^{-1}}

## Efektivne mase elektrona in elektronske vrzeli
V naslednji preglednici so podane vrednosti efektivne mase za elektrone in elektronske vrzeli (z me je ozančena masa elektrona)
| snov       | efektivna masa elektronov | efektivna masa vrzeli |
| ---------- | ------------------------- | --------------------- |
| skupina IV |                           |                       |
| Si (4,2K)  | 1,08 me                   | 0,56 me               |
| Ge         | 0,55 me                   | 0,37 me               |
| III-V      |                           |                       |
| GaAs       | 0,067 me                  | 0,45 me               |
| InSb       | 0,013 me                  | 0,6 me                |
| II-VI      |                           |                       |
| ZnO        | 0,19 me                   | 1,21 me               |
| ZnSe       | 0,17me                    | 1,44 me               |

## Tenzor efektivne mase
V nekaterih primerih je efektivna masa celo odvisna od smeri (npr. od kristalne osi) in jo moramo obravnavati kot tenzor. Tenzorska narava efektivne mase kaže, da se elektron v kristalni mreži ne giblje kot delec z običajno mirovno maso, ampak kot kvazidelec katerega masa je odvisna od smeri gibanja. Efektivna masa se mora uporabiti kadar v snovi velja paraboličen zakon disperzije. V nekaterih primerih postane efektivna masa lahko tudi negativna.